# Brandon Dillon
Brandon Dillon (Bringhurst, 30 aprile 1997) è un giocatore di football americano statunitense, che gioca come tight end per gli Washington Commanders.
Dopo aver giocato per la squadra universitaria statunitense dei Marian Knights, nel 2019 è selezionato come undrafted free agent dai Minnesota Vikings, coi quali rimane fino al 2021. Passa quindi ai New York Jets e ai New Orleans Saints, senza però mai riuscire a entrare nel roster attivo, e successivamente in XFL ai Vegas Vipers. Dal 2023 gioca negli Washington Commanders.